# Lista de campeãs do Campeonato Europeu de Ginástica
Abaixo a lista das ginastas medalhistas do Campeonato Europeu, desde a edição artística realizada em 1957, na cidade de Bucareste.

## Ginástica artística

### Individual geral
| Evento               | Ouro                                   | Prata                             | Bronze                             |
| -------------------- | -------------------------------------- | --------------------------------- | ---------------------------------- |
| 1957 Bucareste       | Larissa Latynina                       | Elena Teodorescu                  | Sonia Iovan                        |
| 1959 Cracóvia        | Natalia Kot                            | Elena Teodorescu                  | Sonia Iovan                        |
| 1961 Leipzig         | Larissa Latynina                       | Polina Astakhova                  | Věra Čáslavská                     |
| 1963 Paris           | Marjana Bilic                          | Solveig Egman                     | Eva Rydell                         |
| 1965 Sófia           | Věra Čáslavská                         | Larissa Latynina                  | Birgit Radochla                    |
| 1967 Amsterdã        | Věra Čáslavská                         | Zinaida Druzhinina                | Mariana Krajcirova                 |
| 1969 Landskrona      | Karin Janz                             | Olga Karasseva                    | Ludmilla Tourischeva               |
| 1971 Minsk           | Tamara Lazakovich Ludmilla Tourischeva | nenhuma                           | Erika Zuchold                      |
| 1973 Londres         | Ludmilla Tourischeva                   | Olga Korbut                       | Kerstin Gerschau                   |
| 1975 Skien           | Nadia Comaneci                         | Nellie Kim                        | Annelore Zinke                     |
| 1977 Praga           | Nadia Comaneci                         | Elena Mukhina                     | Nellie Kim                         |
| 1979 Copenhagen      | Nadia Comaneci                         | Emilia Eberle                     | Natalia Shaposhnikova              |
| 1981 Madrid          | Maxi Gnauck                            | Cristina Grigoraş                 | Alla Misnik                        |
| 1983 Gotemburgo      | Olga Bicherova                         | Lavinia Agache                    | Albina Schitschova Ecaterina Szabo |
| 1985 Helsinki        | Yelena Shushunova                      | Maxi Gnauck                       | Oksana Omelianchik                 |
| 1987 Moscou          | Daniela Silivas                        | Alevtina Priachina                | Yelena Shushunova Diana Dudeva     |
| 1989 Bruxelas        | Svetlana Boginskaya                    | Daniela Silivas                   | Olga Strazheva                     |
| 1990 Atenas          | Svetlana Boginskaya                    | Natalia Kalinina                  | Henrietta Onodi                    |
| 1992 Nantes          | Tatiana Gutsu                          | Gina Gogean                       | Vanda Hadarean                     |
| 1994 Estocolmo       | Gina Gogean                            | Svetlana Khorkina Dina Kochetkova | nenhuma                            |
| 1996 Birmingham      | Lilia Podkopayeva                      | Svetlana Boginskaya               | Lavinia Milosovici                 |
| 1998 São Petersburgo | Svetlana Khorkina                      | Simona Amanar                     | Claudia Presacan                   |
| 2000 Paris           | Svetlana Khorkina                      | Elena Zamolodchikova              | Viktoria Karpenko                  |
| 2002 Patras          | Svetlana Khorkina                      | Verona van de Leur                | Alona Kwascha                      |
| 2004 Amsterdã        | Alina Kozich                           | Daniela Sofronie                  | Elena Zamolodchikova               |
| 2005 Debrecen        | Marine Debauve                         | Anna Pavlova                      | Yulia Lozhecko                     |
| 2007 Amsterdã        | Vanessa Ferrari                        | Sandra Izbasa                     | Alina Kozich                       |
| 2009 Milão           | Ksenia Semenova                        | Ksenia Afanasyeva                 | Ariella Kaeslin                    |
| 2011 Berlim          | Anna Dementyeva                        | Elisabeth Seitz                   | Amelia Racea                       |
| 2013 Moscou          | Aliya Mustafina                        | Larisa Iordache                   | Anastasia Grishina                 |
| 2015 Montpellier     | Giulia Steingruber                     | Maria Kharenkova                  | Ellie Downie                       |
| 2017 Cluj-Napoca     | Ellie Downie                           | Zsófia Kovács                     | Mélanie de Jesus                   |
| 2019 Szczecin        | Mélanie de Jesus                       | Ellie Downie                      | Angelina Melnikova                 |
| 2021 Basel           | Viktoria Listunova                     | Angelina Melnikova                | Jessica Gadirova                   |
| 2022 Munich          | Asia D'Amato                           | Alice Kinsella                    | Martina Maggio                     |

### Salto
| Evento                | Ouro                                   | Prata                             | Bronze                  |
| --------------------- | -------------------------------------- | --------------------------------- | ----------------------- |
| 1957 Bucareste        | Larissa Latynina                       | Tamara Manina                     | Sonia Iovan             |
| 1959 Cracóvia         | Natalia Kot                            | Věra Čáslavská                    | Ingrid Fost             |
| 1961 Leipzig          | Ute Starke                             | Ingrid Fost                       | Natalia Kot             |
| 1963 Paris            | Solveig Egman                          | Thea Belmer                       | Jannie Viersta          |
| 1965 Sofia            | Věra Čáslavská                         | Ute Starke                        | Larissa Latynina        |
| 1967 Amsterdã         | Věra Čáslavská                         | Erika Zuchold                     | Karin Janz              |
| 1969 Landskrona       | Karin Janz                             | Erika Zuchold                     | Olga Karasseva          |
| 1971 Minsk            | Ludmilla Tourischeva                   | Tamara Lazakovich                 | Erika Zuchold           |
| 1973 Londres          | Ludmilla Tourischeva Angelika Hellmann | Uta Schorn                        | nenhuma                 |
| 1975 Skien            | Nadia Comaneci                         | Richarda Schmeisser               | Nellie Kim Alina Goreac |
| 1977 Praga            | Nellie Kim                             | Nadia Comaneci                    | Elena Mukhina           |
| 1979 Copenhagen       | Nadia Comaneci                         | Maxi Gnauck                       | Natalia Shaposhnikova   |
| 1981 Madrid           | Cristina Grigoraş                      | Maxi Gnauck Birgit Senff          | nenhuma                 |
| 1983 Gotemburgo       | Olga Bicherova                         | Ecaterina Szabo                   | Lavinia Agache          |
| 1985 Helsinki         | Yelena Shushunova                      | Ecaterina Szabo                   | Dagmar Kersten          |
| 1987 Moscou           | Yelena Shushunova                      | Daniela Silivas                   | Eugenia Golea           |
| 1989 Bruxelas         | Svetlana Boginskaya                    | Milena Mavrodieva                 | Cristina Bontaş         |
| 1990 Atenas           | Svetlana Boginskaya                    | Cristina Bontaş                   | Eva Rueda               |
| 1992 Nantes           | Tatiana Gutsu                          | Gina Gogean                       | Silvia Mitova           |
| 1994 Estocolmo        | Lavinia Milosovici                     | Elena Piskun                      | Lilia Podkopayeva       |
| 1996 Birmingham       | Simona Amanar                          | Gina Gogean                       | Lilia Podkopayeva       |
| 1998 São Petersburgo  | Adrienn Varga                          | Maria Olaru Simona Amanar         | nenhuma                 |
| 2000 Paris            | Simona Amanar                          | Elena Zamolodchikova              | Ester Moya              |
| 2002 Patras           | Natalia Ziganchina                     | Verona van de Leur                | Oana Petrovschi         |
| 2004 Amsterdã         | Monica Rosu                            | Anna Pavlova Elena Zamolodchikova | nenhuma                 |
| 2005 Debrecen         | Francesca Benolli                      | Anna Pavlova                      | Aagje Vanwalleghem      |
| 2006 Vólos            | Anna Grudko                            | Olga Sherbatykh                   | Katja Abel              |
| 2007 Amsterdã         | Carlotta Giovannini                    | Oksana Chusovitina                | Anna Grudko             |
| 2008 Clermont-Ferrand | Oksana Chusovitina                     | Carlotta Giovannini               | Francesca Benolli       |
| 2009 Milão            | Ariella Kaeslin                        | Yulia Berger                      | Anna Kalashnyk          |
| 2010 Birmingham       | Ekaterina Kurbatova                    | Youna Dufournet                   | Tatiana Nabieva         |
| 2011 Berlim           | Sandra Izbasa                          | Oksana Chusovitina                | Ariella Kaeslin         |
| 2012 Bruxelas         | Sandra Izbasa                          | Oksana Chusovitina                | Giulia Steingruber      |
| 2013 Moscou           | Giulia Steingruber                     | Noel van Klaveren Larisa Iordache | nenhuma                 |
| 2014 Sófia            | Giulia Steingruber                     | Anna Pavlova                      | Larisa Iordache         |
| 2015 Montpellier      | Maria Paseka                           | Giulia Steingruber                | Ksenia Afanasyeva       |
| 2016 Berna            | Giulia Steingruber                     | Ellie Downie                      | Ksenia Afanasyeva       |
| 2017 Cluj-Napoca      | Coline Devillard                       | Ellie Downie                      | Boglárka Dévai          |
| 2018 Glasgow          | Boglárka Dévai                         | Angelina Melnikova                | Denisa Golgota          |
| 2019 Szczecin         | Maria Paseka                           | Coline Devillard                  | Ellie Downie            |
| 2020 Mersin           | Zsófia Kovács                          | Larisa Iordache                   | Anastasiia Motak        |
| 2021 Basel            | Giulia Steingruber                     | Jessica Gadirova                  | Angelina Melnikova      |
| 2022 Munich           | Zsófia Kovács                          | Asia D'Amato                      | Aline Friess            |

### Barras assimétricas
| Evento                | Ouro                                              | Prata                          | Bronze                       |
| --------------------- | ------------------------------------------------- | ------------------------------ | ---------------------------- |
| 1957 Bucareste        | Larissa Latynina                                  | Elena Teodorescu               | Eva Bosáková                 |
| 1959 Cracóvia         | Polina Astakhova                                  | Elena Teodorescu               | Ingrid Fost                  |
| 1961 Leipzig          | Polina Astakhova                                  | Larissa Latynina               | Ingrid Fost                  |
| 1963 Paris            | Thea Belmer                                       | Tereza Kocis                   | Solveig Egman                |
| 1965 Sófia            | Věra Čáslavská                                    | Larissa Latynina               | Maria Karachka               |
| 1967 Amsterdã         | Věra Čáslavská                                    | Karin Janz                     | Mariana Krajcirova           |
| 1969 Landskrona       | Karin Janz                                        | Olga Karasseva                 | Ludmilla Tourischeva         |
| 1971 Minsk            | Tamara Lazakovich                                 | Ludmilla Tourischeva           | Angelika Hellman             |
| 1973 Londres          | Ludmilla Tourischeva                              | Angelika Hellmann              | Alina Goreac                 |
| 1975 Skien            | Nadia Comaneci                                    | Annelore Zinke                 | Nellie Kim                   |
| 1977 Praga            | Nadia Comaneci Elena Mukhina                      | nenhuma                        | Steffi Kräker                |
| 1979 Copenhagen       | Elena Mukhina                                     | Emilia Eberle                  | Maxi Gnauck                  |
| 1981 Madrid           | Maxi Gnauck                                       | Cristina Grigoraş Alla Misnik  | nenhuma                      |
| 1983 Gotemburgo       | Ecaterina Szabo                                   | Lavinia Agache                 | Jana Labáková                |
| 1985 Helsinki         | Yelena Shushunova Maxi Gnauck                     | nenhuma                        | Oksana Omelianchik           |
| 1987 Moscou           | Daniela Silivas                                   | Diana Dudewa                   | Dörte Thümmler               |
| 1989 Bruxelas         | Henrietta Ónodi                                   | Daniela Silivas Olga Strazheva | nenhuma                      |
| 1990 Atenas           | Svetlana Boginskaya                               | Natalia Kalinina               | Mirela Pasca                 |
| 1992 Nantes           | Tatiana Gutsu                                     | Tatiana Lysenko                | Elena Grudneva               |
| 1994 Estocolmo        | Svetlana Khorkina                                 | Oksana Fabritschnova           | Mercedes Pacheco             |
| 1996 Birmingham       | Svetlana Khorkina Simona Amanar Lilia Podkopayeva | nenhuma                        | nenhuma                      |
| 1998 São Petersburgo  | Svetlana Khorkina                                 | Viktoria Karpenko              | Claudia Presacan             |
| 2000 Paris            | Svetlana Khorkina                                 | Viktoria Karpenko              | Elena Produnova              |
| 2002 Patras           | Svetlana Khorkina                                 | Renske Endel                   | Elizabeth Tweddle            |
| 2004 Amsterdã         | Svetlana Khorkina                                 | Elizabeth Tweddle              | Irina Yarotska               |
| 2005 Debrecen         | Emilie Le Pennec                                  | Tania Gener                    | Daria Zgoba                  |
| 2006 Vólos            | Elizabeth Tweddle                                 | Jana Sikulova                  | Lenika de Simone             |
| 2007 Amsterdã         | Daria Zgoba                                       | Steliana Nistor                | Ekaterina Kramarenko         |
| 2008 Clermont-Ferrand | Ksenia Semenova                                   | Steliana Nistor                | Daria Zgoba                  |
| 2009 Milão            | Elizabeth Tweddle                                 | Ksenia Semenova                | Anja Brinker                 |
| 2010 Birmingham       | Elizabeth Tweddle                                 | Aliya Mustafina                | Natalia Kononenko            |
| 2011 Berlim           | Elizabeth Tweddle                                 | Tatiana Nabieva                | Kim Bui                      |
| 2012 Bruxelas         | Viktoria Komova                                   | Anastasia Grishina             | Natalia Kononenko            |
| 2013 Moscou           | Aliya Mustafina                                   | Jonna Adlerteg                 | Maria Paseka                 |
| 2014 Sófia            | Becky Downie                                      | Aliya Mustafina                | Daria Spiridonova            |
| 2015 Montpellier      | Daria Spiridonova                                 | Becky Downie                   | Sanne Wevers                 |
| 2016 Berna            | Becky Downie                                      | Daria Spiridonova              | Aliya Mustafina              |
| 2017 Cluj-Napoca      | Nina Derwael                                      | Elena Eremina                  | Ellie Downie Elisabeth Seitz |
| 2018 Glasgow          | Nina Derwael                                      | Jonna Adlerteg                 | Angelina Melnikova           |
| 2019 Szczecin         | Anastasia Ilyankova                               | Angelina Melnikova             | Alice D'Amato                |
| 2020 Mersin           | Zsófia Kovács                                     | Zója Székely                   | Barbora Mokosová             |
| 2021 Basel            | Angelina Melnikova                                | Vladislava Urazova             | Amelie Morgan                |
| 2022 Munich           | Elisabeth Seitz                                   | Alice D'Amato                  | Lorette Charpy               |

### Trave
| Evento                | Ouro                            | Prata                      | Bronze                            |
| --------------------- | ------------------------------- | -------------------------- | --------------------------------- |
| 1957 Bucareste        | Larissa Latynina                | Sonia Iovan                | Tamara Manina                     |
| 1959 Cracóvia         | Vera Caslavska                  | Sonia Iovan                | Natalia Kot                       |
| 1961 Leipzig          | Polina Astakhova                | Larissa Latynina           | Ingrid Fost                       |
| 1963 Paris            | Eva Rydell                      | Tereza Kozis               | Marjana Bilic                     |
| 1965 Sófia            | Věra Čáslavská                  | Larissa Latynina           | Birgit Radochla Larissa Petrik    |
| 1967 Amsterdã         | Věra Čáslavská                  | Natalia Kuchinskaya        | Zinaida Druzhinina                |
| 1969 Landskrona       | Karin Janz                      | Olga Karasseva             | Jindra Kostalova                  |
| 1971 Minsk            | Tamara Lazakovich               | Ludmilla Tourischeva       | Erika Zuchold                     |
| 1973 Londres          | Ludmilla Tourischeva            | Alina Goreac               | Anca Grigoras                     |
| 1975 Skien            | Nadia Comaneci                  | Nellie Kim                 | Alina Goreac                      |
| 1977 Praga            | Elena Mukhina                   | Nellie Kim                 | Maria Filatova                    |
| 1979 Copenhagen       | Natalia Shaposhnikova           | Emilia Eberle              | Nadia Comaneci                    |
| 1981 Madrid           | Maxi Gnauck                     | Natalia Ilienko            | Rodica Dunca                      |
| 1983 Gotemburgo       | Lavinia Agache                  | Astrid Heese               | Mihaela Stănuleţ                  |
| 1985 Helsinki         | Oksana Omelianchik              | Hana Ricna                 | Yelena Shushunova                 |
| 1987 Moscou           | Daniela Silivas                 | Eugenia Golea              | Anja Wilhelm                      |
| 1989 Bruxelas         | Olessya Dudnik Gabriela Potorac | nenhuma                    | Daniela Silivas                   |
| 1990 Paris            | Svetlana Boginskaya             | Natalia Kalinina           | Maria Neculita                    |
| 1992 Nantes           | Svetlana Boginskaya             | Tatiana Gutsu              | Ludmilla Stovbchataya             |
| 1994 Estocolmo        | Gina Gogean                     | Lilia Podkopayeva          | Lavinia Milosovici                |
| 1996 Birmingham       | Rozalia Galiyeva                | Gina Gogean                | Elena Piskun                      |
| 1998 São Petersburgo  | Eugenia Kuznetsova              | Olga Teslenko              | Lyudmila Ezhova Simona Amanar     |
| 2000 Paris            | Svetlana Khorkina               | Simona Amanar              | Elena Zamolodchikova              |
| 2002 Patras           | Lyudmila Ezhova                 | Natalia Ziganchina         | Verona van de Leur                |
| 2004 Amsterdã         | Catalina Ponor                  | Alexandra Eremia           | Svetlana Khorkina Irina Yarotska  |
| 2005 Debrecen         | Catalina Ponor                  | Marine Debauve             | Anna Pavlova                      |
| 2006 Vólos            | Catalina Ponor                  | Lenika de Simone           | Sandra Izbasa Marina Proskurina   |
| 2007 Amsterdã         | Yulia Lozhecko                  | Sandra Izbasa              | Steliana Nistor Stefani Bismpikou |
| 2008 Clermont-Ferrand | Ksenia Semenova                 | Sandra Izbasa Alina Kozich | nenhuma                           |
| 2009 Milão            | Yana Demyanchuk                 | Anamaria Tamarjan          | Gabriela Dragoi                   |
| 2010 Birmingham       | Amelia Racea                    | Aliya Mustafina            | Raluca Haidu                      |
| 2011 Berlim           | Anna Dementyeva                 | Carlotta Ferlito           | Elisabetta Preziosa               |
| 2012 Bruxelas         | Catalina Ponor                  | Larisa Iordache            | Hannah Whelan                     |
| 2013 Moscou           | Larisa Iordache                 | Diana Bulimar              | Anastasia Grishina                |
| 2014 Sófia            | Maria Kharenkova                | Larisa Iordache            | Aliya Mustafina                   |
| 2015 Montpellier      | Andreea Munteanu                | Becky Downie               | Claire Martin                     |
| 2016 Berna            | Aliya Mustafina                 | Marine Boyer               | Catalina Ponor                    |
| 2017 Cluj-Napoca      | Catalina Ponor                  | Eythora Thorsdottir        | Larisa Iordache                   |
| 2018 Glasgow          | Sanne Wevers                    | Nina Derwael               | Marine Boyer                      |
| 2019 Szczecin         | Alice Kinsella                  | Mélanie de Jesus           | Lorette Charpy                    |
| 2020 Mersin           | Larisa Iordache                 | Silviana Sfiringu          | Anastasiia Motak                  |
| 2021 Basel            | Mélanie de Jesus                | Sanne Wevers               | Anastasiia Bachynska              |
| 2022 Munich           | Emma Malewski                   | Ondine Achampong           | Carolann Heduit                   |

### Solo
| Evento                | Ouro                                 | Prata                                             | Bronze                                |
| --------------------- | ------------------------------------ | ------------------------------------------------- | ------------------------------------- |
| 1957 Bucareste        | Larissa Latynina                     | Elena Teodorescu                                  | Eva Bosáková                          |
| 1959 Cracóvia         | Polina Astakhova                     | Tamara Manina                                     | Eva Bosáková                          |
| 1961 Leipzig          | Larissa Latynina                     | Polina Astakhova                                  | Věra Čáslavská                        |
| 1963 Paris            | Marjana Bilic                        | Solveig Egman                                     | Tereza Kocis                          |
| 1965 Sófia            | Vera Caslavska                       | Larissa Latynina Birgit Radochla                  | nenhuma                               |
| 1967 Amsterdã         | Věra Čáslavská                       | Natalia Kuchinskaya                               | Zinaida Druzhinina                    |
| 1969 Landskrona       | Olga Karasseva                       | Karin Janz                                        | Ludmilla Tourischeva Jindra Kostalova |
| 1971 Misnk            | Ludmilla Tourischeva                 | Tamara Lazakovich                                 | Erika Zuchold                         |
| 1973 Londres          | Ludmilla Tourischeva                 | Kerstin Gerschau                                  | Alina Goreac                          |
| 1975 Skien            | Nellie Kim                           | Nadia Comaneci                                    | Ludmilla Tourischeva                  |
| 1977 Praga            | Maria Filatova Elena Mukhina         | nenhuma                                           | Nellie Kim                            |
| 1979 Copenhagen       | Nadia Comaneci                       | Natalia Shaposhnikova Elena Mukhina               | nenhuma                               |
| 1981 Madrid           | Maxi Gnauck                          | Alla Misnik                                       | Cristina Grigoraş                     |
| 1983 Gotemburgo       | Olga Bicherova Ecaterina Szabo       | nenhuma                                           | Boriana Stojanowa                     |
| 1985 Helsinki         | Yelena Shushunova                    | Oksana Omelianchik                                | Daniela Silivas                       |
| 1987 Moscou           | Daniela Silivas                      | Camelia Voinea                                    | Alevtina Piachina                     |
| 1989 Bruxelas         | Daniela Silivas Svetlana Boginskaya  | nenhuma                                           | Cristina Bontaş Henrietta Ónodi       |
| 1990 Atenas           | Svetlana Boginskaya                  | Tatiana Groschkowa                                | Henrietta Ónodi Milena Mawrodiewa     |
| 1992 Nantes           | Gina Gogean                          | Melanie Legros                                    | Tatiana Gutsu                         |
| 1994 Estocolmo        | Lilia Podkopayeva                    | Lavinia Milosovici                                | Gina Gogean Dina Kochetkova           |
| 1996 Birmingham       | Lilia Podkopayeva Lavinia Milosovici | nenhuma                                           | Dina Kochetkova Joana Juarez          |
| 1998 São Petersburgo  | Corina Ungureanu Svetlana Khorkina   | nenhuma                                           | Simona Amanar                         |
| 2000 Paris            | Ludivine Furnon                      | Viktoria Karpenko Andreea Raducan Elena Produnova | nenhuma                               |
| 2002 Patras           | Alona Kwascha                        | Natalia Ziganchina                                | Verona de van Leur                    |
| 2004 Amsterdã         | Catalina Ponor                       | Elena Gomez                                       | Maria Gargano                         |
| 2005 Debrecen         | Isabelle Severino                    | Suzanne Harmes                                    | Emilie Le Pennec                      |
| 2006 Vólos            | Sandra Izbasa                        | Vanessa Ferrari                                   | Catalina Ponor                        |
| 2007 Amsterdã         | Vanessa Ferrari                      | Elizabeth Tweddle                                 | Alina Kozich                          |
| 2008 Clermont-Ferrand | Sandra Izbasa                        | Elizabeth Tweddle                                 | Anamaria Tamarjan                     |
| 2009 Milão            | Elizabeth Tweddle                    | Vanessa Ferrari                                   | Ksenia Semenova                       |
| 2010 Birmingham       | Elizabeth Tweddle                    | Anna Myzdrikova                                   | Diana Chelaru                         |
| 2011 Berlim           | Sandra Izbaşa                        | Diana Chelaru                                     | Yulia Belokobylskaya                  |
| 2012 Bruxelas         | Larisa Iordache                      | Catalina Ponor                                    | Hannah Whelan                         |
| 2013 Moscou           | Ksenia Afanasyeva                    | Larisa Iordache                                   | Diana Bulimar                         |
| 2014 Sófia            | Vanessa Ferrari Larisa Iordache      | nenhuma                                           | Giulia Steingruber                    |
| 2015 Montpellier      | Ksenia Afanasyeva                    | Claudia Fragapane                                 | Giulia Steingruber                    |
| 2016 Berna            | Giulia Steingruber                   | Ellie Downie                                      | Catalina Ponor                        |
| 2017 Cluj-Napoca      | Angelina Melnikova                   | Ellie Downie                                      | Eythora Thorsdottir                   |
| 2018 Glasgow          | Mélanie de Jesus                     | Denisa Golgota                                    | Axelle Klinckaert                     |
| 2019 Szczecin         | Mélanie de Jesus                     | Eythora Thorsdottir                               | Angelina Melnikova                    |
| 2020 Mersin           | Larisa Iordache                      | Göksu Üçtaş Şanlı                                 | Lihie Raz                             |
| 2021 Basel            | Jessica Gadirova                     | Angelina Melnikova                                | Vanessa Ferrari                       |

### Equipe
| Evento               | Ouro    | Prata         | Bronze        |
| -------------------- | ------- | ------------- | ------------- |
| 1994 Praga           | Roménia | Rússia        | Ucrânia       |
| 1996 København       | Roménia | Rússia        | Ucrânia       |
| 1998 São Petersburgo | Roménia | Rússia        | Ucrânia       |
| 2000 Bremen          | Rússia  | Ucrânia       | Roménia       |
| 2002 Patras          | Rússia  | Países Baixos | Itália        |
| 2004 Ljubljana       | Roménia | Ucrânia       | Rússia        |
| 2006 Volos           | Itália  | Roménia       | Rússia        |
| 2008 Lausanne        | Roménia | Rússia        | França        |
| 2010 Birmingham      | Rússia  | Reino Unido   | Roménia       |
| 2012 Bruxelas        | Roménia | Rússia        | Itália        |
| 2014 Sófia           | Roménia | Reino Unido   | Rússia        |
| 2016 Berna           | Rússia  | Reino Unido   | França        |
| 2018 Glasgow         | Rússia  | França        | Países Baixos |
| 2020 Mersin          | Ucrânia | Roménia       | Hungria       |